# Alvise da Mosto (cacciatorpediniere)
L’Alvise Da Mosto è stato un cacciatorpediniere della Regia Marina.

## Storia

### Nome e motto
Il Da Mosto prese nome dal navigatore veneziano Alvise Ca’ Da Mosto, nato a Venezia nel 1432, ed infatti originariamente era questa la sua denominazione, semplificata poi nel 1930 in quella definitiva.
Il motto della nave, In ogni rischio e con ogni arme, è tratto dalla Canzone dei Trofei (da "Merope", 1912) di Gabriele D'Annunzio.

### Gli anni Trenta
Il Da Mosto fu la penultima unità della classe ad entrare in servizio nel novembre del 1931 e infatti, come il successivo Pigafetta, aveva già subito le prime modifiche per il miglioramento della stabilità (alleggerimento e abbassamento delle sovrastrutture).
Nei collaudi fu l'unità che raggiunse la maggior velocità con 42,7 nodi. Insieme al Pigafetta ricevette a Venezia la bandiera di combattimento il 4 ottobre dello stesso anno.
Come altre unità della stessa classe, nel periodo tra le due guerre svolse la normale attività di squadra: effettuò insieme al Pessagno una crociera di rappresentanza in Sudamerica e partecipò alle operazioni di appoggio navale durante la guerra civile spagnola dal 1936 al 1937.
Nel 1938 fu riclassificato cacciatorpediniere e assegnato alla XV Squadriglia. Dopo un breve periodo di stanza a Tangeri fu utilizzato per l'addestramento degli equipaggi e quindi nella primavera del 1940 entrò in cantiere per il secondo ciclo di modifiche allo scafo. Durante tali lavori fu allargato lo scafo di un metro, modificata la prua ed incrementato l'armamento.

### La seconda guerra mondiale
Il Da Mosto uscì dal cantiere ai primi di agosto del 1940 e riprese il suo posto nella XV Squadriglia Cacciatorpediniere con base a Brindisi alle dipendenze della VIII Divisione Incrociatori. Con questi svolse un'intensa attività di squadra con varie missioni di ricerca nemico, posa mine, caccia sommergibili e bombardamenti costieri dell'Albania in appoggio alla campagna di Grecia fino alla primavera del 1941. Da allora in poi condivise il destino delle unità similari svolgendo unicamente le attività di posa mine e soprattutto di scorta ai convogli per il Nordafrica.

Il Da Mosto fotografato nei primi mesi della seconda guerra mondiale

Dal 19 al 23 aprile 1941, insieme alla VII Divisione incrociatori (Eugenio di Saovia, Duca d’Aosta, Attendolo e Montecuccoli) ed ai gemelli da Recco, Pessagno, da Verrazzano, Pigafetta e Zeno, effettuò la posa dei campi minati «S 11», «S 12» ed «S 13» (con l'impiego in tutto di 321 mine e 492 galleggianti esplosivi) ad est di Capo Bon.
Tra il 23 ed il 24 aprile le unità ripeterono l'operazione posando altre 740 mine.
Il 1º maggio posò nuovamente mine a nordest di Tripoli, insieme ai gemelli Pigafetta, Da Verrazzano, Da Recco, Zeno e Pessagno ed agli incrociatori Eugenio di Savoia, Duca d'Aosta ed Attendolo.
Il 4-5 maggio fornì scorta indiretta – insieme ai gemelli Pigafetta, Da Recco, Zeno e Da Verrazzano ed agli incrociatori leggeri Eugenio di Savoia, Attendolo e Duca d'Aosta – ad un convoglio (formato dal trasporto truppe Victoria e dai cargo Marco Foscarini, Barbarigo, Calitea, Ankara, Andrea Gritti e Sebastiano Venier scortati dai cacciatorpediniere Vivaldi, da Noli e Malocello e dalle torpediniere Cassiopea, Orione e Pegaso) in rotta Napoli-Tripoli: le navi giunsero indenni a destinazione nonostante l'individuazione di un sommergibile, che tuttavia non attaccò.
Il 3 giugno effettuò la posa di due campi minati a nordest di Tripoli, insieme ai cacciatorpediniere Pigafetta, Da Verrazzano, Da Recco, Gioberti, Scirocco ed Usodimare ed alle Divisioni IV (incrociatori leggeri Bande Nere e Alberto di Giussano) e VII (incrociatori leggeri Eugenio di Savoia, Duca d'Aosta ed Attendolo).
Il 28 giugno posò il campo minato «S 2» nel Canale di Sicilia insieme agli incrociatori Attendolo e Duca d'Aosta ed ai cacciatorpediniere Pigafetta, Da Verrazzano, Da Recco e Pessagno.
Il 7 luglio, insieme alle Divisioni incrociatori IV (Bande Nere e Di Giussano) e VII (Attendolo e Duca d'Aosta) ed ai cacciatorpediniere Pigafetta, Pessagno, Da Recco, Da Verrazzano, Maestrale, Grecale e Scirocco, effettuò una missione di posa mine nel Canale di Sicilia.
Durante autumno 1941, il Da Mosto è stato modificato con materiale anti-sommergibile tedesco (S-Geraet e lancia di bombe di profondità). Un gruppo di marinai tedeschi sarà imbarcato per l'istruzione.
Il 1º dicembre 1941 il Da Mosto, al comando del capitano di fregata Francesco Dell'Anno (nato a Taranto il 16 ottobre 1902), era di scorta alla grande e moderna motonave cisterna Iridio Mantovani in navigazione, carica di 8500 tonnellate di carburante, da Napoli a Tripoli, quando le due navi, alle 13.20, furono attaccate da quattro bombardieri Bristol Blenheim del 107° Squadron della Royal Air Force: centrata da alcune bombe, la petroliera si immobilizzò con gravi danni. Il Da Mosto prese a rimorchio la nave danneggiata, ma, causa il suo appoppamento, i cavi si ruppero, mentre alle 16.45 il convoglio fu nuovamente attaccato da aerei: colpita da altre bombe, la Mantovani s'incendiò. Mentre il Da Mosto recuperava l'equipaggio della petroliera, alle 18, furono avvistati fumi in lontananza: il cacciatorpediniere si avvicinò alle navi ritenendo fossero motovedette italiane, ma si trattava invece della Forza K britannica, composta dagli incrociatori leggeri Aurora e Penelope e dal cacciatorpediniere Lively. Il Da Mosto si avvicinò a 1000 metri alle navi britanniche, lanciò vari siluri, aprì il fuoco con i cannoni, emise cortine fumogene, ma la sproporzione di forze rese tutto inutile: ripetutamente colpito, il cacciatorpediniere s'immobilizzò con gravi danni e dovette essere abbandonato dall'equipaggio; mentre era in corso l'abbandono della nave, questa, colpita nel deposito munizioni poppiero, fu scossa dall'esplosione di tale deposito, impennò la prua ed affondò rapidamente di poppa, alle 18.15, in posizione 33°53' N e 12°28' O (circa 75 miglia a nordovest di Tripoli). Il Lively sfilò a bassa velocità a breve distanza dal gruppo dei naufraghi e dalla nave agonizzante, rendendo loro l'onore delle armi prima di allontanarsi senza raccogliere nessuno. Anche la Mantovani fu finita a cannonate dalle navi inglesi, inabissandosi in posizione 33°50' N e 12°50' E; il suo equipaggio fu recuperato dall’Aurora.
Dell'equipaggio del Da Mosto scomparvero in mare 138 uomini, mentre il comandante Dell'Anno ed altri 134 superstiti furono recuperati da unità italiane.
Il comandante Dell'Anno (poi scomparso in mare con il cacciatorpediniere Scirocco) fu decorato con la medaglia d'oro al valor militare per la sua eroica difesa.
Nel corso del conflitto il Da Mosto aveva svolto 79 missioni di guerra per un totale di 23.531 miglia percorse e 1440 ore di moto.

### Comandanti
Capitano di fregata Gian Giacomo Ollandini (nato a Genova il 2 gennaio 1901) (10 giugno 1940 - novembre 1941)
Capitano di fregata Francesco Dell'Anno (nato a Taranto il 16 ottobre 1902) (novembre - 1 dicembre 1941)